# Roccaforte Mondovì
Roccaforte Mondovì es una localidad y comune italiana de la provincia de Cuneo, región de Piamonte, con 2.132 habitantes.

## Evolución demográfica
| Gráfica de evolución demográfica de Roccaforte Mondovì entre 1861 y 2001 |
|                                                                          |
| Fuente ISTAT - elaboración gráfica de Wikipedia                          |